# Waaierkevers
De waaierkevers (Ripiphoridae) zijn een familie van insecten in de orde der kevers (Coleoptera).

## Geslachten
- Alloclinops Broun, 1921
- Amberocula Batelka, Engel, & Prokop, 2018
- Ancholaemus Gerstaecker, 1855
- Blattivorus Chobaut, 1891
- Burmitoma Batelka, Engel, & Prokop, 2018
- Clinopalpus Batelka, 2009
- Clinops Gerstaecker, 1855
- Cretaceoripidius Falin & Engel, 2010
- Flabellotoma Batelka, Prokop, & Engel, 2016
- Geoscopus Gerstaecker, 1855
- Macrosiagon Hentz, 1830
- Metoecus Dejean, 1834
- Micholaemus Viana, 1971
- Neopauroripidius Falin & Engel, 2014
- Neorrhipidius Viana, 1958
- Ohananomia Tôyama, 1986
- Paleoripiphorus Perrichot, Nel & Neraudeau, 2004
- Pauroripidius Kaupp & Nagel, 2001
- Pelecotoma Fischer, 1809
- Pirhidius Besuchet, 1957
- Plesiotoma Batelka, Engel, & Prokop, 2018
- Ptilophorus Dejean, 1834
- Quasipirhidius Zaragoza, 1992
- Quasirhipidius Zaragoza, 1992
- Rhipidocyrtus Falin & Engel, 2014
- Rhipistena Sharp, 1878
- Rhizostylops Silvestri, 1906
- Ripidius Thunberg, 1806
- Ripiphorus Bosc, 1791
- Scotoscopus Reitter, 1884
- Trigonodera Dejean, 1834
- Zapotecotoma Engel, Falin, & Batelka, 2019

## In Nederland waargenomen soorten
- Genus: Macrosiagon
- Genus: Megaselia
  - Megaselia indistincta
  - Megaselia transversalis
- Genus: Metoecus
  - Metoecus paradoxus - (Waaierkever)
- Genus: Ripidius
  - Ripidius pectinicornis